# Mistrzostwa Nordyckie w Zapasach 1978
Mistrzostwa odbyły się w szwedzkim mieście Haparanda, 1 kwietnia 1978 roku.

## Tabela medalowa
Gospodarz zawodów został zaznaczony kolorem.
| Poz. | Państwo   |    |    |    | Łącznie |
| ---- | --------- | -- | -- | -- | ------- |
| 1    | Szwecja   | 10 | 8  | 1  | 19      |
| 2    | Finlandia | 8  | 7  | 5  | 20      |
| 3    | Norwegia  | 2  | 3  | 6  | 11      |
| 4    | Dania     | 0  | 2  | 5  | 7       |
|      | Łącznie   | 20 | 20 | 17 | 57      |

## Wyniki

### Styl klasyczny
| Konkurencja            | Złoto              | Srebro            | Brąz           |
| Kategoria do 48 kg     | Kalle Tegelberg    | Kauko Kyloennen   | Bjarne Nielsen |
| Kategoria do 52 kg     | Patrik Kjellberg   | Ronny Sigde       | Taisto Halonen |
| Kategoria do 57 kg     | Taisti Kallijaervi | Roger Tallroth    | Fred Holm      |
| Kategoria do 62 kg     | Lars Malmkvist     | Harald Hervig     | Einari Suutari |
| Kategoria do 68 kg     | Lars-Erik Skiöld   | Tapio Sipilä      | Trond Kvalheim |
| Kategoria do 74 kg     | Lennart Lundell    | Tatu Kangas       | Lasse Carlsen  |
| Kategoria do 82 kg     | Leif Andersson     | Jarmo Övermark    | Klaus Mysen    |
| Kategoria do 90 kg     | Keijo Manni        | Lars-Erik Nilsson | Frank Kleven   |
| Kategoria do 100 kg    | Tore Hem           | Markku Virtanen   | Allan Karing   |
| Kategoria ponad 100 kg | Einar Gundersen    | Arne Robertsson   | Raimo Karlsson |

### Styl wolny
| Konkurencja            | Złoto            | Srebro              | Brąz              |
| Kategoria do 48 kg     | Kent Andersson   | Timo Keskilammi     | ----              |
| Kategoria do 52 kg     | Reijo Haaparanta | Stig-Ake Lundell    | ----              |
| Kategoria do 57 kg     | Jukka Rauhala    | Zeljko Radetic      | Taisto Kalijaervi |
| Kategoria do 62 kg     | Pekka Rauhala    | Tord Aslund         | Jan Pedersen      |
| Kategoria do 68 kg     | Kari Övermark    | Harald Madsen       | Deszoe Bereczky   |
| Kategoria do 74 kg     | Jan Karlsson     | Hannu Lemettinen    | Tage Weirum       |
| Kategoria do 82 kg     | Jarmo Övermark   | Torbjoern Andersson | Kaj Jægergaard    |
| Kategoria do 90 kg     | Keijo Manni      | Lars-Erik Nilsson   | ----              |
| Kategoria do 100 kg    | Roland Andersson | Tore Hem            | Heikki Stark      |
| Kategoria ponad 100 kg | Arne Robertsson  | Bernhard Esbensen   | Einar Gundersen   |